# ليمور طائر سوندي
الليمور الطائر السوندي أو كولوجو سوندي (الاسم العلمي: Galeopterus variegatus)، والمعروف أيضًا بالليمور الملايوي أو الكولوجو الماليزي، هو أحد أنواع أدميات الأجنحة. حتى وقت قريب، كان يُعتقد أنه واحد من نوعين فقط من الليمور الطائر، والآخر هو ليمور الفلبين الطائر، والذي يوجد فقط في الفلبين. يمكن العثور على هذا النوع(الليمور الطائر السوندي) في جميع أنحاء جنوب شرق آسيا بدءًا من إندونيسيا وتايلاند وماليزيا وجنوب فيتنام وجنوب بورما وسنغافورة.